# 中大夫令
中大夫令，《漢書·百官表》等未見敘述，散見於史書與出土文獻中。據《史記》，秦朝有中大夫令齊，坐嫪毐案，夷三族。漢初，高祖拜灌嬰為中大夫令。文帝時，有中大夫令勉拜為車騎將軍。景帝將衛尉改名為中大夫令，或表示此時已無中大夫令一官。張家山漢簡出土《二年律令·秩律》記載，漢初時，漢朝與諸王國各置中大夫令，其中漢朝的中大夫令秩二千石；《津關令》有相國上中大夫令書於皇帝之例。